# En helt vanlig familj
En helt vanlig familj är en svensk kriminaldramaserie från 2023 som hade premiär på strömningstjänsten Netflix den 24 november 2023. Serien är baserad på Mattias Edvardssons roman med samma namn och har regisserats av Per Hanefjord medan Anna Platt och Hans Jörnlind skrivit seriens manus.

## Handling
Serien kretsar kring familjen Sandell bestående av prästen Adam, advokaten Ulrika och deras gemensamma dotter Stella. Utåt sett lever de ett lyckligt familjeliv i Lund. Allt förändras när Stella blir anklagad för mord. Föräldrarna blir förtvivlade men vet inte vad de ska göra. De vill hjälpa Stella till varje pris, men frågan är om de verkligen känner sin dotter eller ens varandra.

## Mottagande
En helt vanlig familj har generellt sett fått bra recensioner. Filmsajten Filmtopp ger serien en fyra på sin femgradiga skala och kallar den för "en mycket fängslande och sevärd och välgjord serie". Samma betyg får serien av Moviezine, som inte minst lyfter upp skådespelarnas rollprestationer. Bland annat kallas Alexandra Karlsson Tyrefors och Christian Fandango Sundgrens rolltolkningar som "urstarka". Serien har även gått hem hos publiken. Enligt Netflix har den 5 dagar efter sin premiär blivit streamad i 29 miljoner timmar, vilket motsvarar 6 400 000 tittningar. I november 2023 hade serien 90 procent positiva tittaromdömen på Rotten Tomatoes.

## Rollista (i urval)
- Björn Bengtsson – Adam Sandell, Stellas pappa
- Lo Kauppi – Ulrika Sandell, Stellas mamma
- Alexandra Karlsson Tyrefors – Stella Sandell
- Christian Fandango Sundgren – Christoffer Olsen
- Melisa Ferhatovic – Amina Besic
- Håkan Bengtsson – Mikael Blomberg
- Cedomir Glisovic – Nalle
- Vera Olin – Louise
- Christoffer Willén
- Moa Gammel – Jenny Jansdotter, åklagare
- Robert Bengtsson - Anders Thelin, Kommissarie